# Кенгерли, Бехруз Ширалибек оглы
Бехруз (Шамиль) Ширалибек оглы Кенгерли́ (азерб.   Bəhruz (Şamil) Şirəlibəy oğlu Kəngərli; 10 (22) января 1892, Нахичевань — 7 февраля 1922, Нахичевань) — азербайджанский художник, график и живописец. Один из первых представителей профессионального изобразительного искусства Азербайджана, основоположник азербайджанской реалистической станковой живописи.
Художественное наследие Бехруза Кенгерли, насчитывающее около 2000 произведений различных тематик и жанров, привлекло внимание широкой публики, последовательно собиралось и украшалось выставками и музейными экспозициями.

## Биография
Родился 10 января 1892 года в Нахичевани. В детстве после перенесенной серьёзной болезни плохо слышал и поэтому не ходил в общеобразовательную школу. Но благодаря незаурядным, рано проявившимся способностям к рисованию и упорству Кенгерли сумел получить профессиональное образование. В 1910 году едет в Тифлис и при поддержке Джалила Мамедкулизаде поступает в Тбилисскую художественную школу при Обществе поощрения изящных искусств, где преподавали в то время О. И. Шмерлинг и Е. М. Тадевосян. В училище Кенгерли обучался на средства писателя и публициста Эйнали-бек Султанова. Во время учёбы рисует портреты своего учителя Шмерлинга и товарища Л. Д. Гудиашвили. 

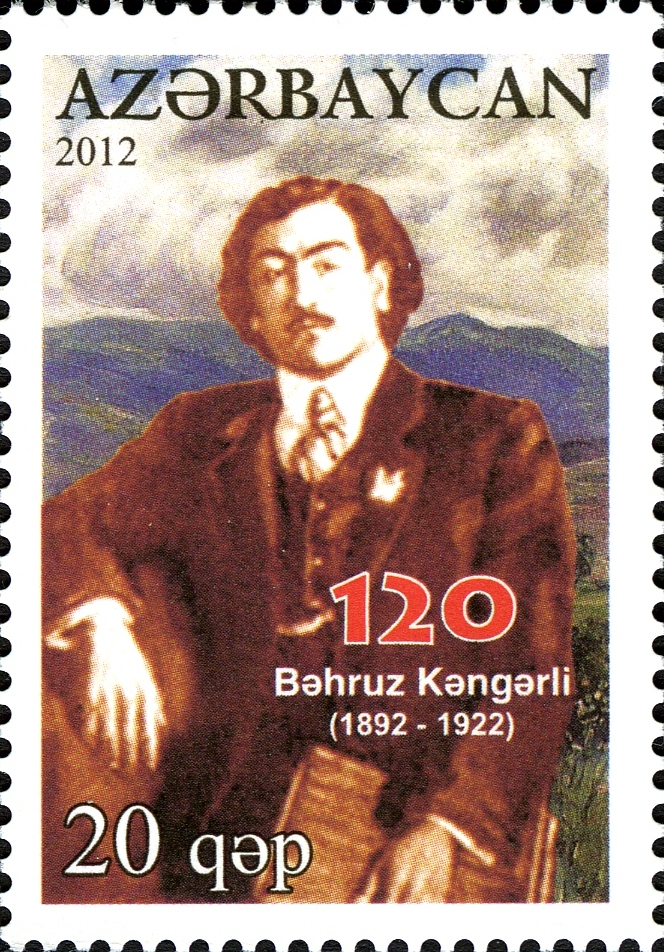
Почтовая марка Азербайджана, посвящённая 120-летию Бехруза Кенгерли

После окончания художественной школы в 1917 году Кенгерли вернулся в Нахичевань. Большое место в его творчестве занял пейзаж. Акварели Кенгерли с изображением волнующе красивых уголков родного края отличаются умением точно и в то же время опоэтизированно передать характер местности, особенности освещения и колорита натуры («Водопад», «Агрыдаг», «Дорога в селение Яшхан», «Гора Иланлы при лунном свете», «Русская церковь в Нахичевани», «При заходе солнца», «Весна»). В его пейзажах отображены памятники культуры («Мавзолей Момины-хатун», «Гора Асхаби-кяхф», «Могила пророка Ноя»). Бытовые композиции «Сватовство», «Свадьба», а также художественное оформление и эскизы костюмов для поставленных в 1910-е годы в Нахичевани пьес «Мертвецы» (Дж. Мамедгулузаде), «Гаджи Кара» (М. Ф. Ахундов), «Пери-джаду» (А. Хагвердиев) и др. являются ценнейшими образцами азербайджанского художественного искусства.
Кенгерли оставил многочисленные портреты современников («Старик», «Грузин»). Цикл рисунков «Беженцы», отличаются своей реалистичностью и психологизмом («Беженка Ханум», «Беженец-мальчик», «Женщина-беженка», «Бездомная семья»).
Хранящиеся в фондах Азербайджанского государственного музея искусств альбомы Кенгерли «Память о Нахичевани» с авторскими повторениями двадцати его пейзажей свидетельствуют о патриотических чувствах художника, стремившегося распространением таких альбомов вызвать интерес к искусству в народе, укрепить чувство любви к родным местам. Художник вел своеобразную просветительскую деятельность, он устраивал у себя на квартире выставки картин, раскрывая двери перед всеми желающими.
В первые же месяцы Советской власти Кенгерли создал портреты Маркса и Энгельса для массового распространения. В организованной при содействии Ревкома в 1921 году в Азербайджане первой большой выставке Кенгерли представил свыше 500 своих произведений. Эта выставка имела большое значение и несмотря на нужду, Кенгерли треть вырученных денег передал городскому детскому дому. 
За короткую семилетнюю творческую деятельность Б. Кенгерли оставил после себя богатое художественное наследие — более 2000 художественных произведений.

### Свободная творческая деятельность
После окончания учебы и возвращения в Нахичевани Бехруз Кенгерли стал играть полезную роль в культурной жизни родного города. Выставляет свои работы у себя дома, придает особое значение первым начинаниям в направлении художественного воспитания и эстетической культуры молодежи, особое удовольствие получает от привлечения художественных запросов современных людей к изобразительному искусству и массовым видам народного творчества. , и он находит утешение в плодах работы, проделанной в этой области.
В память об академике М. Дж. Джафарове приводятся интересные сведения о выставке Бехруза Кенгерли в небольшой комнате в 1919 году:
Он показывал свои работы одну за другой и увлеченно объяснял их детям, а изредка улыбался и говорил: «Нельзя хлопать, нельзя хлопать». Я впервые увидел художника, всегда с хмурым лицом и нахмуренными бровями, улыбающегося
Дети и подростки смотрели выставки художника, собирались вокруг него, пока он писал с натуры, и любовались его мастерством. Такие привычки визуального рисования стали живыми уроками и практическими упражнениями для любителей искусства. Неслучайно молодые люди, такие как Гусейн Алиев, Адиль Газиев, Шамиль Газиев, Эюб Гусейнов, Багир Маратли, впоследствии известные в Нахичевани как художники, считали Бехруза Кенгерли своим первым учителем и высоко ценили их.
Свободная творческая деятельность Бехруза Кенгерли совпала с годами напряженной общественно-политической борьбы. Картины художника, посвященные этим сюжетам, имеют острый документальный обвинительный акт. Особенно серия картин «Беженцы» отличается силой реалистического обобщения, отражающего социальные противоречия того времени. Такие картины, как «Мальчик-беженец», «Женщина-беженец», «Дети-беженцы», «Руины Нахичевани» по своему идейно-художественному содержанию звучат как чуткий, гуманистический протест художника против национального геноцида, вражды и социальной несправедливости.
Несмотря на трудные и тяжелые годы испытаний на родной земле, творческая деятельность и трудолюбие Бехруза Кенгерли расширяются, а его артистизм достигает стадии совершенства. Он неустанно ведет художественные поиски, создает картины и картины в жанрах портрета, пейзажа, натюрморта, проникнутые психологическими чертами, душевными чувствами и эмоциями, отличающиеся своим лирическим настроением. Художник, который понял и оживил жизнь с реалистической точки зрения, раскрыл свою эстетическую практику и сказал:
Я описываю этот странный мир, который я вижу, с помощью цветов. Но все же он не может быть таким же, как то, что я нарисовал. Я стараюсь рисовать так, чтобы это было то же самое
Кенгерли был склонен к методу реализма, особенно к стилю импрессионизма, в котором красота человека и природы, гармония красок, свежесть воздушно-световых эффектов выражается во всей полноте. В ряде пейзажей художника, в том числе в немецком пейзаже «Змеиная гора» с кистью в разное время суток, отчетливо чувствуются отголоски художественного направления импрессионизма.
В то время продуктивная деятельность Бехруза Кенгерли благотворно повлияла на культурную жизнь Нахичевани, сделавшего первые шаги в области формирования просветительских и культурных центров. Художник ищет важные пути популяризации искусства живописи, готовит альбомы живописи под названием «Нахчыван ядигари», старается распространять такие альбомы среди местного населения, ведет интересные беседы среди любителей искусства. В настоящее время в Национальном художественном музее Азербайджана хранится очень интересный альбом под названием «Нахичеванский сувенир», в котором представлены историко-этнографические памятники Нахичевани, национальные типы, костюмы и значимые атрибуты местной среды.

### Роль в развитии театрального искусства
Бехруз Кенгерли также принимал непосредственное участие в реализации мероприятий, связанных с развитием театрального искусства в Нахичевани. В 1912 году Бехруз Кенгерли впервые начал работать как театральный художник, поставив художественную композицию музыкальной комедии Узеира Гаджибекова «О олсан, бу олсун» в Нахичеване. С 1912 по 1918 год художник написал масштабные панно более чем к 40 спектаклям Наджаф-бека Вазирова «Пахлаванани-замане», «Гаджи Гамбар», «Мусибати-Фахреддин», «Голодные люди» Абдуррагим-бека Ахвердова на сцене нахичеванского театр предоставил сценографию и эскизы костюмов. Художник был непревзойденным знатоком национальных народных костюмов. Он создал множество эскизов костюмов, характеризующих персонажей созданных им произведений, привлекающих зрителя своей исторической целостностью, национальным колоритом, насыщенностью красок, узоров, украшений.
В 1917 году Бехруз Кенгерли выполнил эскизы сценографии, декораций и костюмов к комедии Джалила Мамедкулизаде «Мертвецы», поставленной театральным обществом «Эл гузгусу» при школе «Хейрийя» в Нахичевани. Он же разработал сценографию к таким произведениям, как «Мертвецы», «Пари-джаду», «Гаджи Кара», которые были поставлены в 1918 году, кроме того, он написал масштабное панно с изображением горного пейзажа для кулисы спектакля. театр, который использовался в различных представлениях.

### Деятельность в Азербайджанской ССР
Летом 1920 г. Нахичевань был оккупирован большевистской Красной армией, была установлена Советская власть, осуществлен ряд мероприятий в области образования и культуры. В новой социальной среде Бехруз Кенгерли находит возможность расширить свою творческую деятельность. Как свидетельствуют воспоминания современников, в 1920-1921 годах Бехруз Кенгерли создал ряд законченных, художественно совершенных произведений. Из них особо следует отметить символический образ азербайджанских бойцов, принимавших участие в Первой мировой войне, — образ «Золотого солдата».
15 февраля 1921 года по инициативе Нахичеванского ревкома была показана выставка из около 500 картин Бехруза Кенгарли, а определенная часть средств, вырученных от продажи некоторых работ населению, была передана детскому дому в г. город по желанию художника.

### Смерть
Биография Бехруза Кенгерли свидетельствует о том, что физически слабый, кроткий, мягкотелый, трудолюбивый и деловой человек за свою недолгую жизнь претерпел материальные лишения и моральные лишения, не получал должного ухода и помощи со стороны официальных государственных учреждений и богатых людей, был физически отсталым и был свидетелем безразличного отношения невежественных людей. Он умер от заболевании печени 7 февраля 1922 года в возрасте 30 лет.
22 мая 2007 года в г. Нахичевань создан дом-музей Бехруза Кенгерли.

## Портретное мастерство

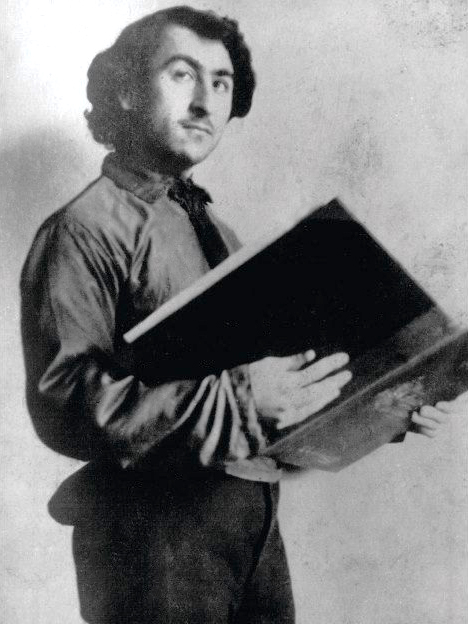
Бехруз Кенгерли во время работы

Реальные и живые образы его современников нашли отражение в портретных произведениях, занявших ведущее место в творчестве Бахруза Кенгерли. Особое внимание художник уделял требованиям портретного жанра еще во время учебы и с особой требовательностью овладевал навыками анализа человеческого облика.
В годы обучения и на первом этапе своего творчества Бехруз Кенгерли уделял особое внимание жанру портрета, начиная с первых набросков, своей классной работы в художественной школе, от копий классических скульптур, до фотографий своих близких друзей, знакомых и учителей, большинство его ранних работ относилось к портретному жанру. Глядя на хронологический список его работ, становится ясно, что особое внимание художник уделял портретным работам в 1911-1915 гг. В первую очередь интересно рассмотреть его «Автопортрет». В этой картине он предстает перед зрителем как наблюдательная, богатая воображением, вдумчивая, творческая личность. Он изображен сидящим за столом в школьной форме и думающим. Его широкое лицо, обрамленное длинными черными волосами, густые брови, светлые глаза, обращенные вперед, создают яркий образ внутреннего мира и проницательной личности мечтательного юноши. По портрету видно, что он принадлежит к группе творческой интеллигенции.
В учебном процессе художественных школ одним из важных требований является перемещение неподвижных гипсовых скульптур и оживление анатомического строения и формы человеческого тела посредством светотеневых контрастов. Этот метод, облегчающий привычку восприятия природы, регулирует зрение художника и регулирует мастерство живописи. В картинах «Голова Аполлона», «Лаокоон», «Раб в наручниках», написанных Бахрузом Кенгерли с античных статуй таким же образом, решающую роль играют портретные черты и совершенство формы. Этот аспект касается и ряда работ, в которых он работает с живыми человеческими фигурами непосредственно с натуры, в том числе «Портрет старика».
Этот образ, в спокойных глазах которого читается сдержанное выражение стариков, принадлежит грузинскому народу по специфическим признакам национального типа. Как и в случае с этим масляным портретом, карандашный профиль учителя Кенгерли Оскара Шмерлинга характеризуется европейскими национальными чертами. Портрет однокашника Кенгерли, грузинского художника Ладо Гудиашвили, благодаря индивидуальным чертам является ярким и естественным.
Большинство мелкомасштабных портретов Кенгерли выполнены акварелью. Эти картины, выполненные кистью по живым наблюдениям, часто находятся на уровне этюдов благодаря простой и свободной композиции. Чувствуется, что художник, который не мог оставить любимую профессию, любил оживлять в своих картинах людей, повсюду привлекавших его внимание. Большинство из них были собраны в альбом акварелью, карандашом, углем и черными чернилами в 1911–1913 годах. Такие картины, которые повторяются под названиями «Мужской портрет» и «Женский портрет», созданы с намерением проследить разнообразие национального типа.
Современники Кенгерли, представители интеллигенции Нахичевани заказывали ему писать свои портреты. В дополнение к рисованию портретов с натуры, он также иногда увеличивал портреты с фотографий для получения прибыли. К этому типу относятся портреты двоюродного брата художника Гусейн-ага Кенгерлинского, деда Муртуз-ага, дяди Рзы, учителя Мирзы Магомеда Заманбекова, Асадаги Султанова.
В отличие от подобных памятных портретов художник написал серию красочных детских и женских портретов, отличающихся подлинным творческим настроем. Большинство этих портретов, написанных в 1918-21 годах, привлекают зрителя своим глубоким идейным содержанием, социально-психологическим содержанием. Известную серию портретов художника «Беженцы» (1918–20) следует оценивать как исключительное событие в истории азербайджанской живописи с точки зрения исторической документальности и художественного совершенства. Художник, обычно ведущий тихую и замкнутую жизнь и остающийся вне политики, продемонстрировал свое гражданское отношение к судьбам народа, острым социальным противоречиям, национальной вражде и массовым убийствам, создал яркую и яркую хронику трагических событий. Трагедия бедных и беспомощных детей и женщин, перемещенных с родины в результате народной бойни, привлекла внимание художника-гуманиста и побудила его к созданию образов, отражающих страдания и мучения невинных жертв. Как известно из воспоминаний современников, Бахруз пытался протянуть руку помощи беженцам, терпящим голод, нужду и финансовые лишения. Он приглашал бездомных детей к себе домой, давал им еду, одежду, обувь, а также фотографировал их. Так можно было бы ярче наблюдать за сердцем беженцев, за печальными психологическими оттенками на их лицах.
Среди работ, вошедших в серию «Беженцы», особенно запомнились такие портреты, как «Мальчик-беженец из села Джанфада», «Гумсунская девочка-беженка из села Афшар», «Женщина-беженец», «Мальчик-беженец». На их грустных и безнадежных лицах видны следы страданий, одиночества, страха и пыток. Эти бедняки, чьи лица бледны, одежды разорваны, а участь горька, тонут в океане печали и ждут помощи, прося милости, исцеления и спасения.
Внутренние эмоции и психологические переживания доброликого, искреннего юноши на портрете «Мальчик-беженец из села Джанфада» являются выражением философии любви к людям и духовной чистоты. Образ этого молодого человека, слегка склонившего голову на правое плечо и устремленного на зрителей проницательным взглядом, является живым воплощением гуманизма Бахруза Кенгерли.
Как правило, Кенгерли рисовал своих персонажей с живой натуры, а главным критерием своей живописи считал правду жизни. Более отчетливо это видно в серии портретов, посвященных младенцам, мальчикам и девочкам-подросткам. Портреты и этюды, изображающие детей то бодрствующими, то спящими, в разных позах и движениях, показывают, что художник старался тщательно изучить наивность, невинные и искренние эмоции, психологическое волнение, возрастные особенности, национальные особенности своих маленьких героев. Примером может служить «Портрет брата художника». Спокойное полное жизни лицо ребенка, большие черные глаза очень многозначительны и выразительны. Такой же психологический настрой характерен для нескольких портретов, написанных на тему «Спящий ребенок».
Главная заслуга портретных работ Бехруза Кенгерли состоит в том, что они написаны кистью на основе реальных и живых объемных, светотеневых и цветовых отношений, характерных для профессиональной станковой живописи, а не путем условной, приблизительной, миниатюрной стилизации в плане художественной формы. В искусстве азербайджанской живописи он мастер кисти, проложивший путь новаторству и новаторству своими реалистическими работами, работая в оригинальном стиле академической живописи.

## Наследство
Индивидуальные творческие выставки Бехруза Кенгерли были проведены в Баку в 1947 году и в Москве в 1957 году по инициативе Азербайджанского национального художественного музея. В настоящее время произведения Бахруза Кенгерли хранятся в Нахичеванском государственном историческом музее и Московском государственном историческом музее, а также в Национальном художественном музее Азербайджана. Его именем названа улица в городе Нахичевань.
В мае 2001 года решением Верховного меджлиса Нахичеванской Автономной Республики по случаю 110-летия со дня рождения художника выставочному залу Союза художников Нахичевани было присвоено имя Бахруза Кенгерли. В июне 2002 года Президент Азербайджанской Республики Гейдар Алиев принял участие в церемонии открытия музея, созданного в память о Бахрузе Кенгерли в городе Нахичевань, и произнес длинную речь. Он высоко оценил творчество Бехруза Кенгерли и сказал: «Его произведения являются национальным достоянием Азербайджанского государства». В 2012 году почтовая марка была посвящена 120-летию Бахруза Кенгерли.

## Галерея работ
Художественное наследие Бахруза Кенгерли, насчитывающее около 2000 произведений различных тематик и жанров, привлекло внимание широкой публики, последовательно собиралось и стало украшением выставок и музейных экспозиций.

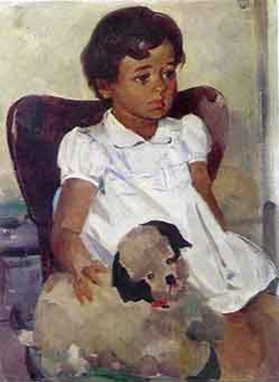
Портрет девочки
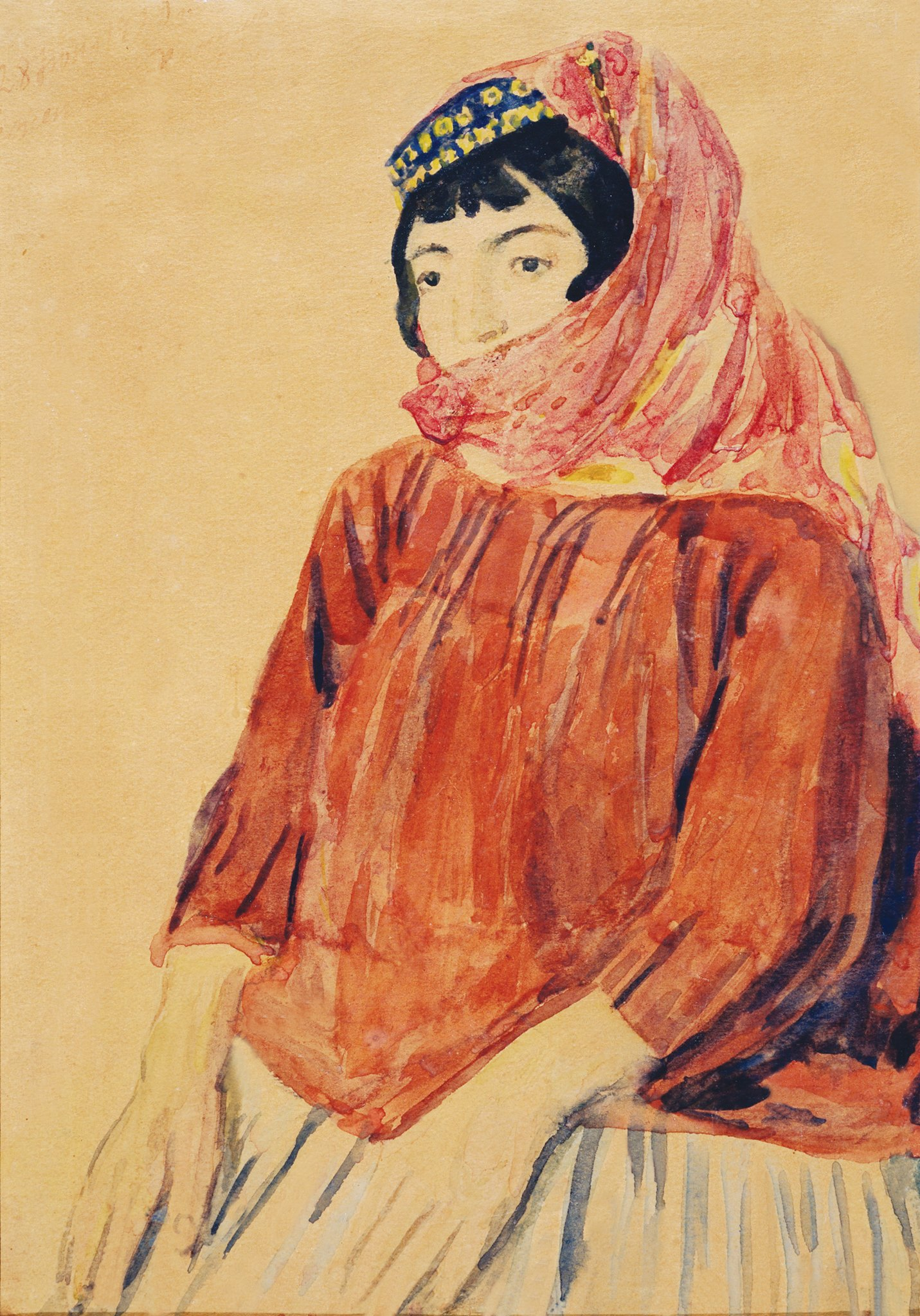
Портрет женщины
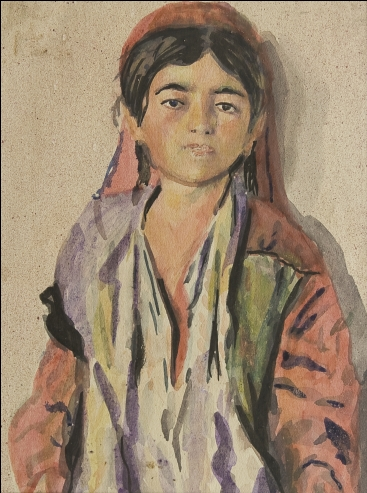
Девочка в красном платке. 1920. Бумага, акварель. 17,5x13,5. Национальный музей искусств Азербайджана
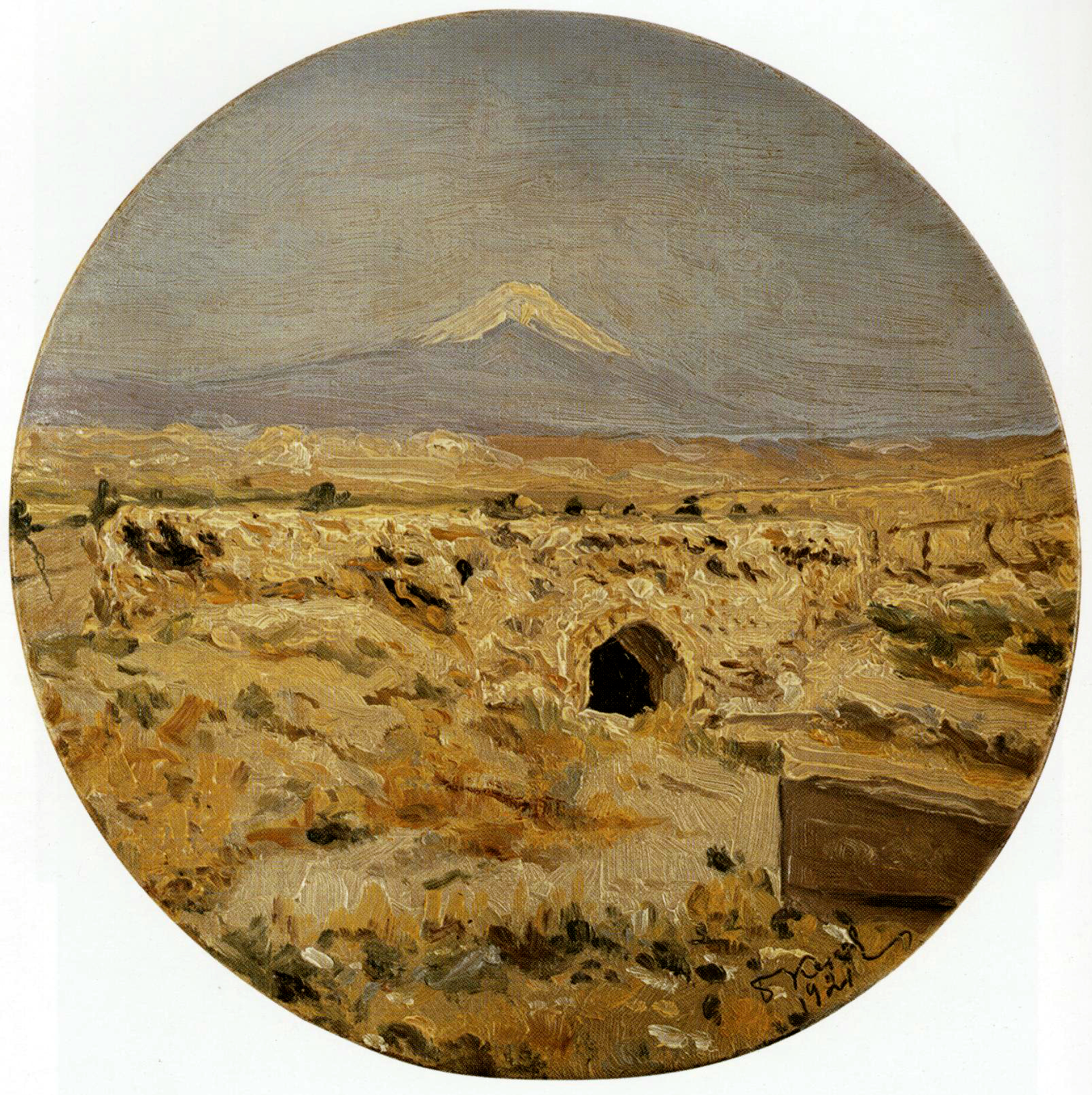
Мавзолей Ноя
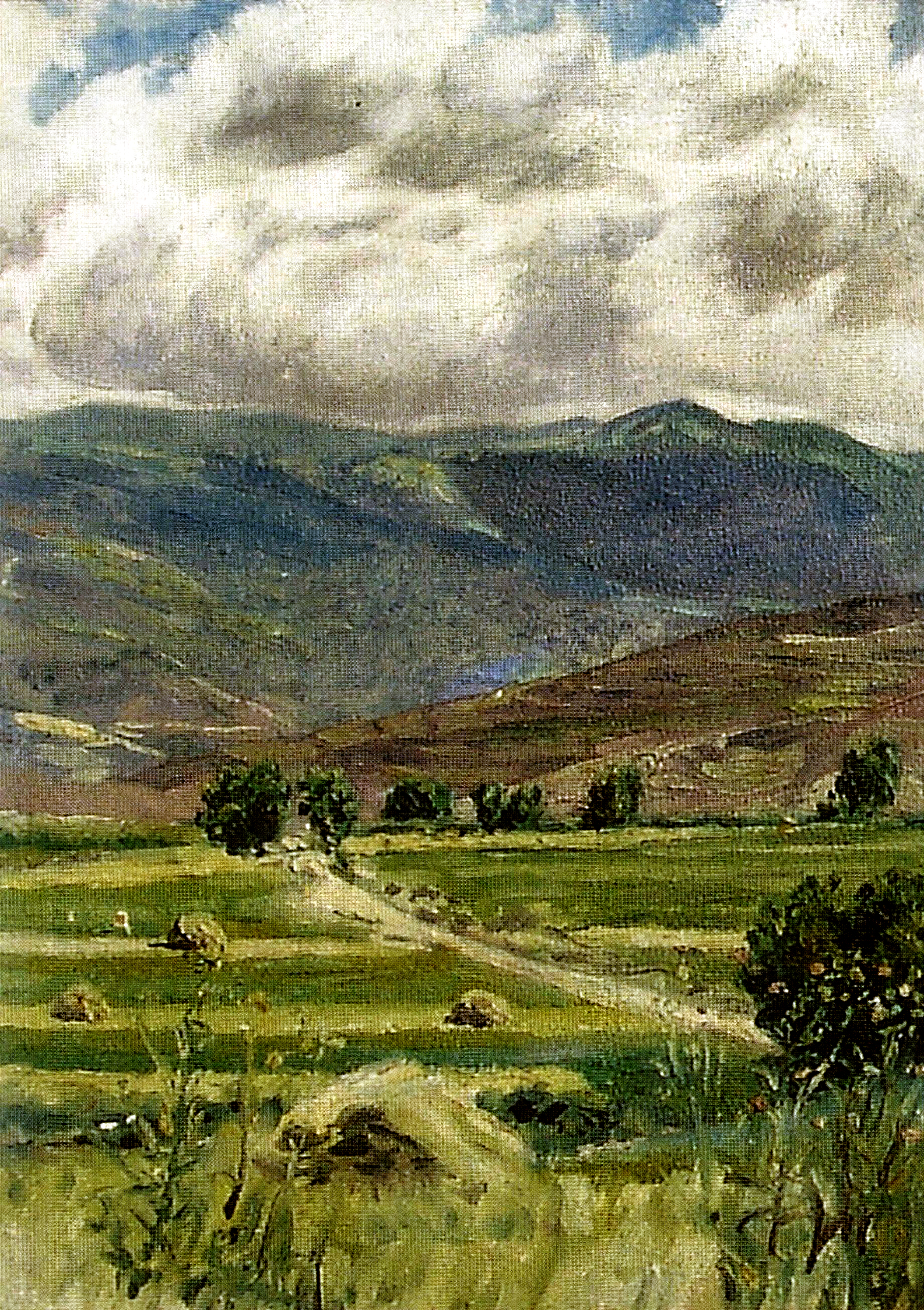
Вид на горы